# Glomerales
Glomerales J.B. Morton & Benny – rząd grzybów należący do grzybów kłębiakowych (Glomeromycota).

## Systematyka
Pozycja w klasyfikacji według Index Fungorum: Glomerales, Incertae sedis, Glomeromycetes, Glomeromycotina, Glomeromycota, Fungi.
Rząd ten do taksonomii grzybów wprowadzili Joseph.B. Morton i Gerard Leonard Benny w 1990 r. Według Dictionary of the Fungi należą do niego:
- rodzina Claroideoglomeraceae C. Walker & A. Schüßler 2010
- rodzina Glomeraceae Piroz. & Dalpé 1989